# Agamopus viridis
Agamopus viridis là một loài bọ cánh cứng trong họ Bọ hung (Scarabaeidae).